# Munster (Moselle)
Munster (deutsch Münster in Lothringen, lothringisch Minschder) ist eine französische Gemeinde mit 235 Einwohnern (Stand 1. Januar 2022) im Département Moselle in der Region Grand Est (bis 2015 Lothringen). Sie gehört zum Arrondissement Sarrebourg-Château-Salins.

## Geographie
Das Kirchdorf liegt fünf Kilometer südöstlich von Albestroff (Albesdorf) auf einer Höhe zwischen 217 und 248 Metern über dem Meeresspiegel.
Das Gemeindegebiet umfasst 6,6 km². Der Ort ist von landwirtschaftlichen Flächen und wenig Wald umgeben. Südlich der Ortschaft befindet sich mit dem Neuf Étang einer der zahlreichen aufgestauten Teiche der Umgebung. Das Gemeindegebiet wird vom Fluss Rode und seinem Zufluss Rose durchquert. Munster liegt im Regionalen Naturpark Lothringen.

## Geschichte
Die Ortschaft gehörte früher zum Herzogtum Lothringen.
Das Gemeindewappen stellt den Mythos der Gründung der Stiftskirche dar: Der im Wasser schwimmende Hund soll den Grafen Guillaume de Torcheville aus dem Schlossteich gerettet haben. An dieser Stelle sollte die Stiftskirche errichtet werden. Das Lothringerkreuz und die Buchstaben S und N erinnern an St. Nikolaus als Schutzpatron von Lothringen.
Das Dorf wurde in den Religionskriegen und im Dreißigjährigen Krieg geplündert, und viele Gebäude wurden beschädigt oder zerstört.
Durch den Frankfurter Frieden vom 10. Mai 1871 kam die Region an das deutsche Reichsland Elsaß-Lothringen, und das Dorf wurde dem Kreis Château-Salins im Bezirk Lothringen zugeordnet.
Im Dorf gab es eine Brauerei.
Nach dem Ersten Weltkrieg musste die Region aufgrund der Bestimmungen des Versailler Vertrags 1919 an Frankreich abgetreten werden und wurde Teil des Département Moselle.
Im Zweiten Weltkrieg war die Region von der deutschen Wehrmacht besetzt.
Das Dorf gehörte von 1973 bis 1983 zu Albestroff.

## Bevölkerungsentwicklung
| Jahr      | 1962 | 1968 | 1975 | 1982 | 1990 | 1999 | 2007 | 2019 |
| Einwohner | 238  | 238  | 227  | 243  | 230  | 197  | 212  | 239  |

## Kultur und Sehenswürdigkeiten

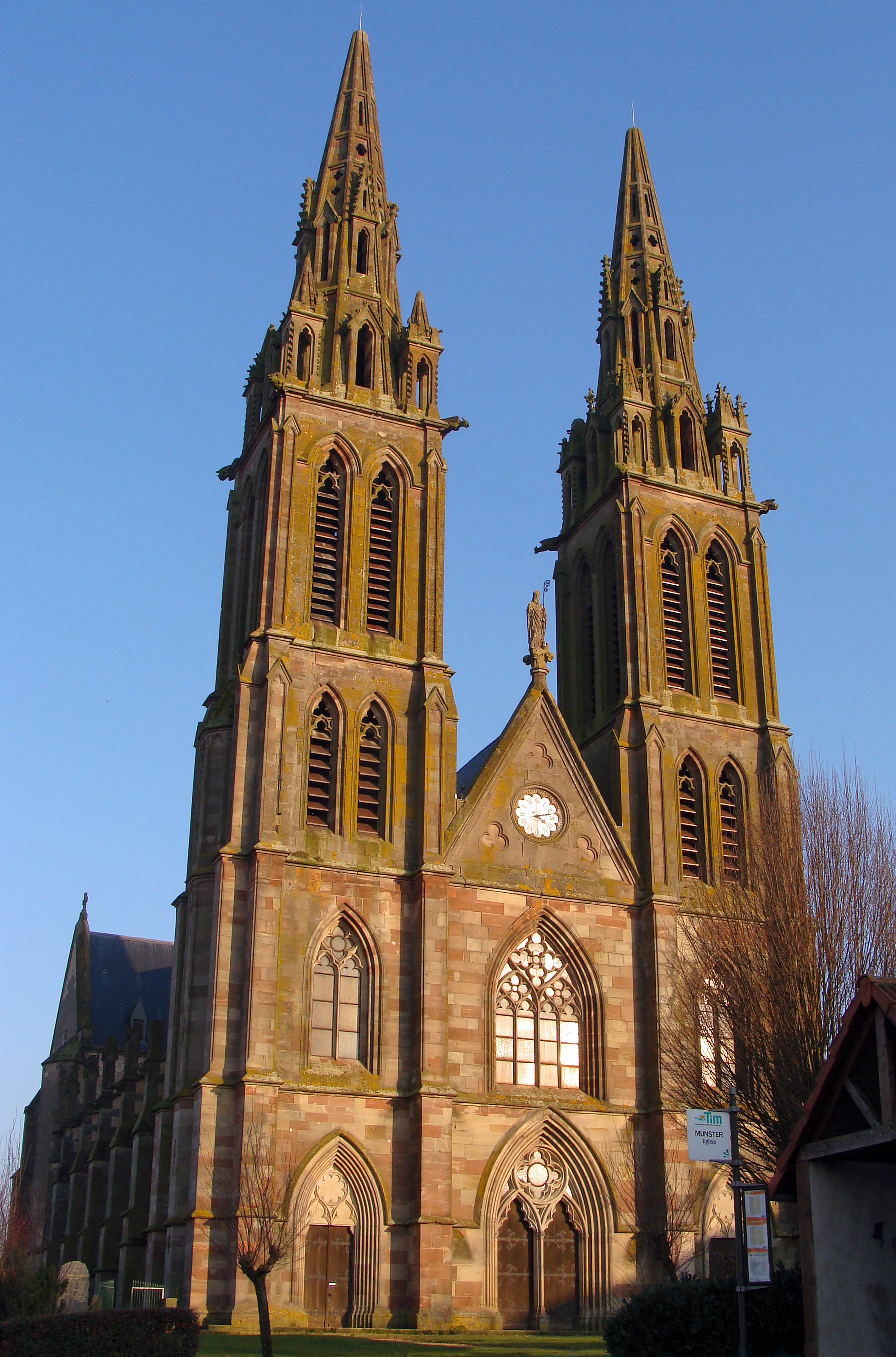
Stiftskirche Saint-Nicolas

Weithin sichtbares Wahrzeichen der kleinen Gemeinde ist das namengebende „Münster“ – die Stiftskirche St. Nikolaus aus dem 13. Jahrhundert. Die Kirche wurde im 15. und 18. Jahrhundert modernisiert. Sie diente als Vorbild beim Bau der Kathedralbasilika der Unbefleckten Empfängnis in Denver, Vereinigte Staaten, deren damals amtierender Bischof Nicholas Chrysostom Matz in Munster geboren worden war.

## Belege
1. 1 2  Eugen H. Th. Huhn: Deutsch-Lothringen. Landes-, Volks- und Ortskunde, Stuttgart 1875, S. 492–493 (google.books.de).
2. ↑  Wappenbeschreibung auf genealogie-lorraine.fr (französisch)
3. ↑  Nature et Patrimoine du Saulnois: Munster Denver, 28. Dezember 2006, archiviert am 14. Juli 2012, abgerufen am 17. November 2024 (in französischer Sprache)